# Mecanismo de desarrollo limpio

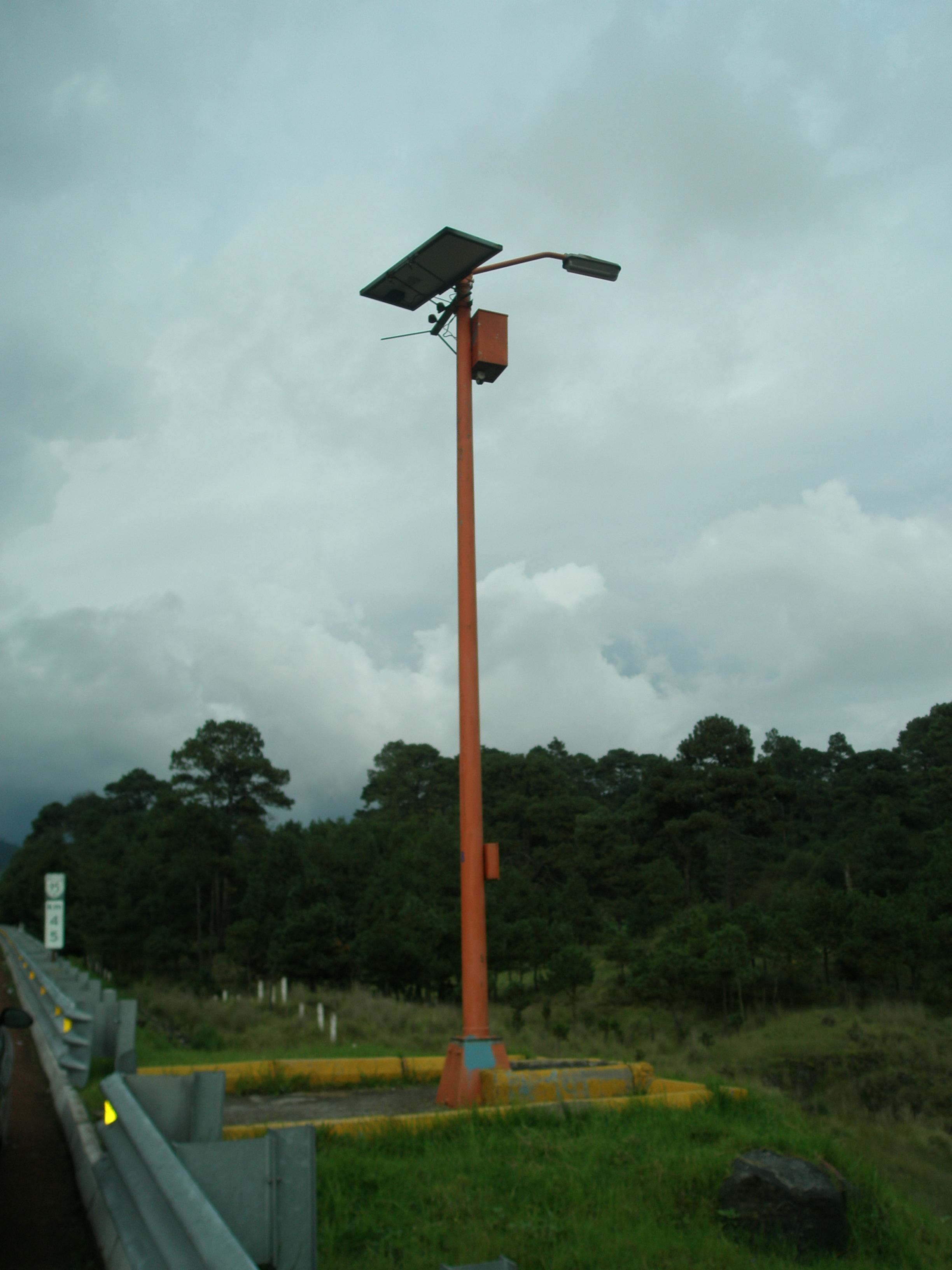
Aparato de comunicación alimentado con un panel fotovoltaico. Carretera de Sol. México. Las energías renovables son esenciales para un desarrollo limpio.

El Mecanismo de Desarrollo Limpio (MDL) es un instrumento establecido en el Protocolo de Kioto de la Convención Marco de las Naciones Unidas sobre el Cambio Climático (CMNUCC), diseñado para reducir las emisiones de gases de efecto invernadero (GEI) y promover el desarrollo sostenible. Este mecanismo permite a los países desarrollados, que han asumido compromisos de reducción de emisiones bajo el protocolo, implementar proyectos en países en desarrollo orientados a disminuir las emisiones de GEI. A cambio, los países desarrollados reciben Certificados de Reducción de Emisiones (CER, por sus siglas en inglés), cada uno equivalente a una tonelada de dióxido de carbono, los cuales pueden comercializarse o utilizarse para cumplir sus metas climáticas.
El MDL ha sido aplicado en sectores como el industrial, energético, forestal, de transporte y de gestión de residuos, contribuyendo tanto a la mitigación del cambio climático como al desarrollo sostenible en los países en desarrollo. Además, constituye la principal fuente de financiamiento para el Fondo de Adaptación de la CMNUCC, que apoya proyectos de adaptación al cambio climático en regiones vulnerables. Es considerado un mecanismo pionero al ser el primer sistema global estandarizado de compensación de emisiones basado en el mercado.

## Historia
El Mecanismo de Desarrollo Limpio (MDL) fue introducido en el marco del Protocolo de Kioto, adoptado en 1997 y en vigor desde 2005. Este mecanismo formó parte de los denominados mecanismos flexibles del protocolo, diseñados para que los países colaboraran en el cumplimiento de sus compromisos de reducción de emisiones de gases de efecto invernadero. El MDL tenía como objetivo principal beneficiar a los países desarrollados y en desarrollo, promoviendo proyectos sostenibles en estos últimos, mientras los primeros obtenían Certificados de Reducción de Emisiones (CER).
El MDL comenzó a operar formalmente en 2006, y durante su primer período de compromiso (2008-2012) registró más de 1.650 proyectos. Se esperaba que estos generaran CER equivalentes a más de 2.900 millones de toneladas de CO2. Sin embargo, en sus primeros años, el mecanismo produjo menos créditos de los esperados, en parte debido a la falta de financiamiento y personal en los órganos de supervisión.
El diseño del MDL enfrentó críticas significativas. Una preocupación importante era la adicionalidad de las reducciones de emisiones, es decir, si los proyectos lograban reducciones que no se habrían alcanzado de otro modo. Otra inquietud radicaba en la posibilidad de que países desarrollados o empresas impulsaran proyectos contrarios a los intereses de desarrollo de los países receptores. Para abordar estas preocupaciones, el MDL exigió que los países anfitriones confirmaran que los proyectos contribuían a su desarrollo sostenible y prohibió créditos para actividades como la energía nuclear y la deforestación evitada.
La continuidad del MDL quedó en entredicho con la adopción del Acuerdo de París en 2016. Este nuevo acuerdo, diseñado para reemplazar al Protocolo de Kioto, introdujo un enfoque más inclusivo para combatir el cambio climático a nivel global. Con el vencimiento del Protocolo de Kioto en 2020, no se han creado nuevos proyectos bajo el MDL. Sin embargo, algunos proyectos iniciados antes de esa fecha siguen operativos, contribuyendo a los objetivos climáticos y de desarrollo sostenible.